# CSU Asesoft Ploiești
Maillots
Le CSU Asesoft était un club roumain de basket-ball basé à Ploiești. Le club était un des meilleurs du championnat roumain.

## Historique
Le CSU Asesoft a réalisé sa plus belle performance en remportant l'EuroCup Challenge en 2005.

## Entraîneurs successifs
- Depuis ? : ?

## Palmarès
- EuroCup Challenge : 2005
- Champion de Roumanie : 2004, 2005, 2006, 2007, 2008, 2009, 2010, 2012, 2013, 2014, 2015
- Vainqueur de la Coupe de Roumanie : 2004, 2005, 2006, 2007, 2008, 2009

## Joueurs célèbres ou marquants
- Kevin Burleson
- Julius Nwosu
- Tyson Wheeler
- Jonte Flowers
- Rashard Griffith
- Virgil Stănescu
- Paul Helcioiu
- Predrag Materić